# Pervomaisk (Nicolaiev)
Pervomaisk (en ucraniano: Первомайськ, romanizado: Pervomaysk) es una ciudad ucraniana perteneciente al óblast de Mikolaiv. Situada en el sur del país, es el centro del raión de Pervomaisk y centro del municipio (hromada) homónimo.  
Pervomaisk es la segunda ciudad más poblada del óblast de Mikolaiv. La ciudad también es conocida por haber sido cuartel general de las Fuerzas de Cohetes Estratégicos Soviéticos durante el período soviético hasta su caída en 1992.

## Toponimia
El nombre del lugar en ruso es también Pervomaisk (en ruso: Первомайск). El nombre deriva del ruso pervomay (первомай) que significa "el primero de mayo" (uno de mayo), refiriéndose también a la formación de la ciudad el 1 de mayo de 1919 a partir de la fusión de tres lugares vecinos. El nombre de una de las ciudades fusionadas, Bojopil, se derivó del nombre de río Bug Meridional, que en polaco y ucraniano se llama Boh.

## Geografía
Pervomaisk está ubicado en el río Bug Meridional, que divide la ciudad, en el extremo de la región histórico-geográfica de Podolia.

### Clima
| Parámetros climáticos promedio de Pervomaisk, óblast de Mikolaiv (1981-2010) | Parámetros climáticos promedio de Pervomaisk, óblast de Mikolaiv (1981-2010) | Parámetros climáticos promedio de Pervomaisk, óblast de Mikolaiv (1981-2010) | Parámetros climáticos promedio de Pervomaisk, óblast de Mikolaiv (1981-2010) | Parámetros climáticos promedio de Pervomaisk, óblast de Mikolaiv (1981-2010) | Parámetros climáticos promedio de Pervomaisk, óblast de Mikolaiv (1981-2010) | Parámetros climáticos promedio de Pervomaisk, óblast de Mikolaiv (1981-2010) | Parámetros climáticos promedio de Pervomaisk, óblast de Mikolaiv (1981-2010) | Parámetros climáticos promedio de Pervomaisk, óblast de Mikolaiv (1981-2010) | Parámetros climáticos promedio de Pervomaisk, óblast de Mikolaiv (1981-2010) | Parámetros climáticos promedio de Pervomaisk, óblast de Mikolaiv (1981-2010) | Parámetros climáticos promedio de Pervomaisk, óblast de Mikolaiv (1981-2010) | Parámetros climáticos promedio de Pervomaisk, óblast de Mikolaiv (1981-2010) | Parámetros climáticos promedio de Pervomaisk, óblast de Mikolaiv (1981-2010) |
| Mes                                                                          | Ene.                                                                         | Feb.                                                                         | Mar.                                                                         | Abr.                                                                         | May.                                                                         | Jun.                                                                         | Jul.                                                                         | Ago.                                                                         | Sep.                                                                         | Oct.                                                                         | Nov.                                                                         | Dic.                                                                         | Anual                                                                        |
| ---------------------------------------------------------------------------- | ---------------------------------------------------------------------------- | ---------------------------------------------------------------------------- | ---------------------------------------------------------------------------- | ---------------------------------------------------------------------------- | ---------------------------------------------------------------------------- | ---------------------------------------------------------------------------- | ---------------------------------------------------------------------------- | ---------------------------------------------------------------------------- | ---------------------------------------------------------------------------- | ---------------------------------------------------------------------------- | ---------------------------------------------------------------------------- | ---------------------------------------------------------------------------- | ---------------------------------------------------------------------------- |
| Temp. máx. media (°C)                                                        | 0.2                                                                          | 1.5                                                                          | 7.3                                                                          | 16.0                                                                         | 22.7                                                                         | 25.8                                                                         | 28.3                                                                         | 28.1                                                                         | 21.8                                                                         | 14.7                                                                         | 6.7                                                                          | 1.5                                                                          | 14.6                                                                         |
| Temp. media (°C)                                                             | -2.6                                                                         | -2.2                                                                         | 2.6                                                                          | 10.0                                                                         | 16.2                                                                         | 19.6                                                                         | 21.8                                                                         | 21.2                                                                         | 15.6                                                                         | 9.4                                                                          | 3.0                                                                          | -1.4                                                                         | 9.4                                                                          |
| Temp. mín. media (°C)                                                        | -5.6                                                                         | -5.3                                                                         | -1.1                                                                         | 4.7                                                                          | 9.9                                                                          | 13.8                                                                         | 15.7                                                                         | 14.9                                                                         | 10.1                                                                         | 5.0                                                                          | 0.1                                                                          | -4.0                                                                         | 4.9                                                                          |
| Precipitación total (mm)                                                     | 34.6                                                                         | 34.3                                                                         | 32.8                                                                         | 33.2                                                                         | 48.4                                                                         | 79.3                                                                         | 74.0                                                                         | 52.5                                                                         | 56.3                                                                         | 38.8                                                                         | 44.1                                                                         | 37.8                                                                         | 566.1                                                                        |
| Días de precipitaciones (≥ 1.0 mm)                                           | 7.1                                                                          | 6.9                                                                          | 6.7                                                                          | 6.4                                                                          | 7.0                                                                          | 8.9                                                                          | 7.6                                                                          | 5.5                                                                          | 6.1                                                                          | 5.6                                                                          | 6.6                                                                          | 6.9                                                                          | 81.3                                                                         |
| Humedad relativa (%)                                                         | 83.9                                                                         | 81.7                                                                         | 75.6                                                                         | 65.1                                                                         | 63.4                                                                         | 68.1                                                                         | 65.5                                                                         | 63.4                                                                         | 70.0                                                                         | 76.7                                                                         | 84.1                                                                         | 85.6                                                                         | 73.6                                                                         |
| Fuente: World Meteorological Organization                                    |                                                                              |                                                                              |                                                                              |                                                                              |                                                                              |                                                                              |                                                                              |                                                                              |                                                                              |                                                                              |                                                                              |                                                                              |                                                                              |

## Historia
La ciudad se formó cuando se fusionaron tres asentamientos vecinos: el pueblo de Jolta (en ucraniano: Голта, romanizado: Holta) y la ciudad de Bojopil (en ucraniano: Богопіль, romanizado: Bohopil) alrededor de la ciudad del condado de Olviopol (en ucraniano: Ольвіополь). Estas ciudades existieron desde 1773 y el primer asentamiento en la zona se menciona ya en 1676 con el nombre de Orlik (en ucraniano: Орлик, romanizado: Orlyk). En el siglo XVII, Jolta era parte del Sich de Zaporiyia, Bojopil era el punto aduanero de la Mancomunidad Polaco-Lituana y Olviopol era parte del Imperio ruso.

### SigloXX
La fusión de las ciudades fue adoptada por el Comité Ejecutivo Central de la RSS de Ucrania el 6 de junio de 1919. Entre 1920 y 1922 estalló aquí la "Revolución Campesina" contra la política agresiva de nacionalización agraria de los bolcheviques.En 1923, Pervomaisk se convirtió en el centro regional de la URSS y en el centro regional del raión de Bojopil. Durante el Holodomor (1932-1933), murieron al menos 1.477 habitantes de la ciudad. En 1940, Pervomaisk fue incluida en la categoría de ciudades de importancia regional del óblast de Odesa.
En la Segunda Guerra Mundial, Pervomaisk fue ocupada por las potencias del Eje en 1941 y se dividió entre las autoridades de ocupación alemanas en la orilla este (Bojopil y Olviopol) y la gobernación de Transnistria ocupada por Rumania al oeste (Jolta). Jolta sirvió como el centro del judeţ (distrito) de Golta en la gobernación de Transnistria. Pervomaisk había tenido más de un tercio de la población judía antes de la guerra, pero la mayoría fueron asesinados durante la ocupación. 
Las fuerzas de Cohetes Estratégicos soviéticos llegaron a Pervomaisk por primera vez en junio de 1960 y estuvieron presentes durante toda la guerra Fría. El Programa Cooperativo de Reducción de Amenazas, financiado por Estados Unidos, comenzó a financiar el desmantelamiento de la infraestructura de misiles en la década de 1990.

### SigloXXI
Hasta el 18 de julio de 2020, Pervomaisk tuvo el estatus de ciudad de importancia regional y centro del raión de Pervomaisk. El estatus de ciudad de importancia regional fue abolido en julio de 2020 como parte de la reforma administrativa de Ucrania, que redujo el número de raiones del óblast de Mikolaiv a cuatro. El área del municipio de Pervomaisk se fusionó con el raión de Pervomaisk.
En 2023, el grupo de trabajo de la Comisión Nacional de Estándares Lingüísticos Estatales incluyó a Pervomaisk en la lista de asentamientos en Ucrania que contienen palabras con la raíz Pervomaisk ("1 de mayo") y pueden cambiar de nombre como parte de la descomunización y campañas de desrusificación en Ucrania. A finales de junio de 2023, el ayuntamiento de Pervomaisk inició una votación pública para cambiar el nombre de la ciudad, con algunos nombres posibles siendo antiguos nombres del lugar (Orlik, Jolta, Bojopil o Olviopol).

## Demografía
La evolución de la población de Pervomaisk entre 1897 y 2022 fue la siguiente:
| 6884                                                          | 24 870 | 31 730 | 32 975 | 44 330 | 59 424 | 72 416 | 81 652 | 70 170 | 68 178 | 67 184 | 66 671 | 66 089 | 64 909 | 62 426 |
| (Fuente: Cities & Towns of Ukraine y UKRAINE: Größere Städte) |        |        |        |        |        |        |        |        |        |        |        |        |        |        |

Según el censo de 2001, el 85,9% de la población son ucranianos y el 10,9% son rusos. En cuanto al idioma, la lengua materna de la mayoría de los habitantes, el 82,76%, es el ucraniano; del 15,79% es el ruso.

## Economía
Los principales negocios de la ciudad son una fábrica demaquinaria y equipos agrícolas para la industria alimentaria, y una fábrica de motores diésel marinos.

## Infraestructura

### Arquitectura, monumentos y lugares de interés
En Pervomaisk, hay un mástil de TV arriostrado de 196 metros de altura, equipado con 6 travesaños que van desde el cuerpo del mástil hasta los arriostramientos.

### Militar
Pervomaisk fue la antigua ubicación de la 46 División de Cohetes del 43 Ejército de Cohetes de las Fuerzas de Cohetes Estratégicos soviéticos, formada durante la Guerra Fría . Uno de los comandantes de la división, designado en 1991, fue el general mayor Mijáil Filatov. Los silos de misiles balísticos intercontinentales RT-23 con base en Pervomaisk fueron desmantelados durante la década de 1990.

### Transporte
Hay una estación de tren en la ciudad en la línea ferroviaria Borshchi-Járkov, y la autopista M 24 y la carretera regional R-75 atraviesan la ciudad y la autopista M 13 (Okni-Kropivnitski) corre al sur de ella.

## Personas destacadas
- Edgar von Wahl (1867-1948): lingüista balto-alemán, creador de la lengua auxiliar internacional llamada interlingue.
- Jean Peské (1870-1949): pintor francés de madre rusa y padre polaco, con amplia producción de retratos y paisajes.
- Selig Brodetski (1888-1954): matemático británico, presidente de la Universidad Hebrea de Jerusalén.
- Yuri Krivtsov (1979): ciclista ucraniano nacionalizado francés, que debutó como profesional en 2002 con el equipo Jean Delatour.

## Galería

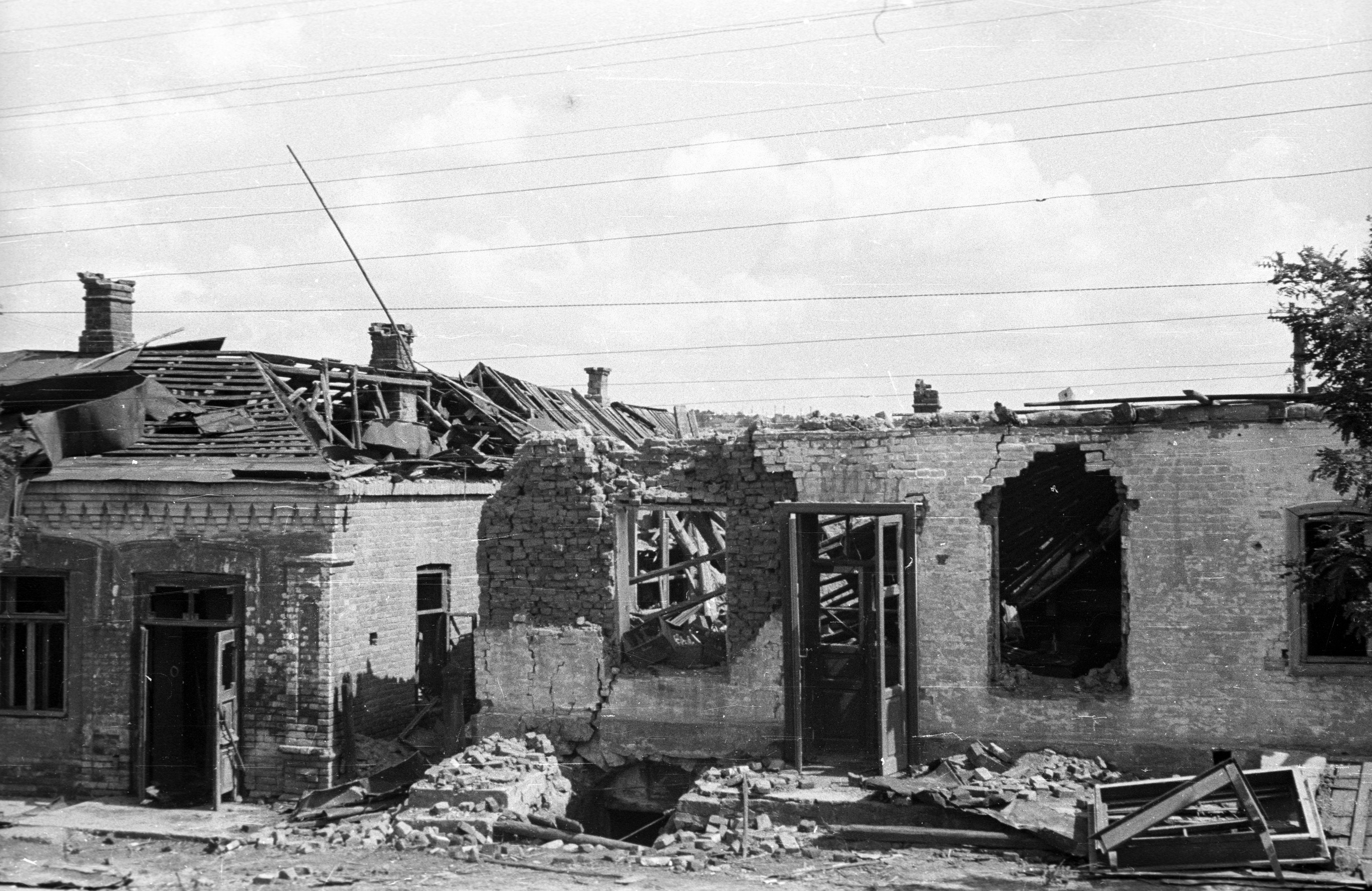
Pervomaisk en 1941
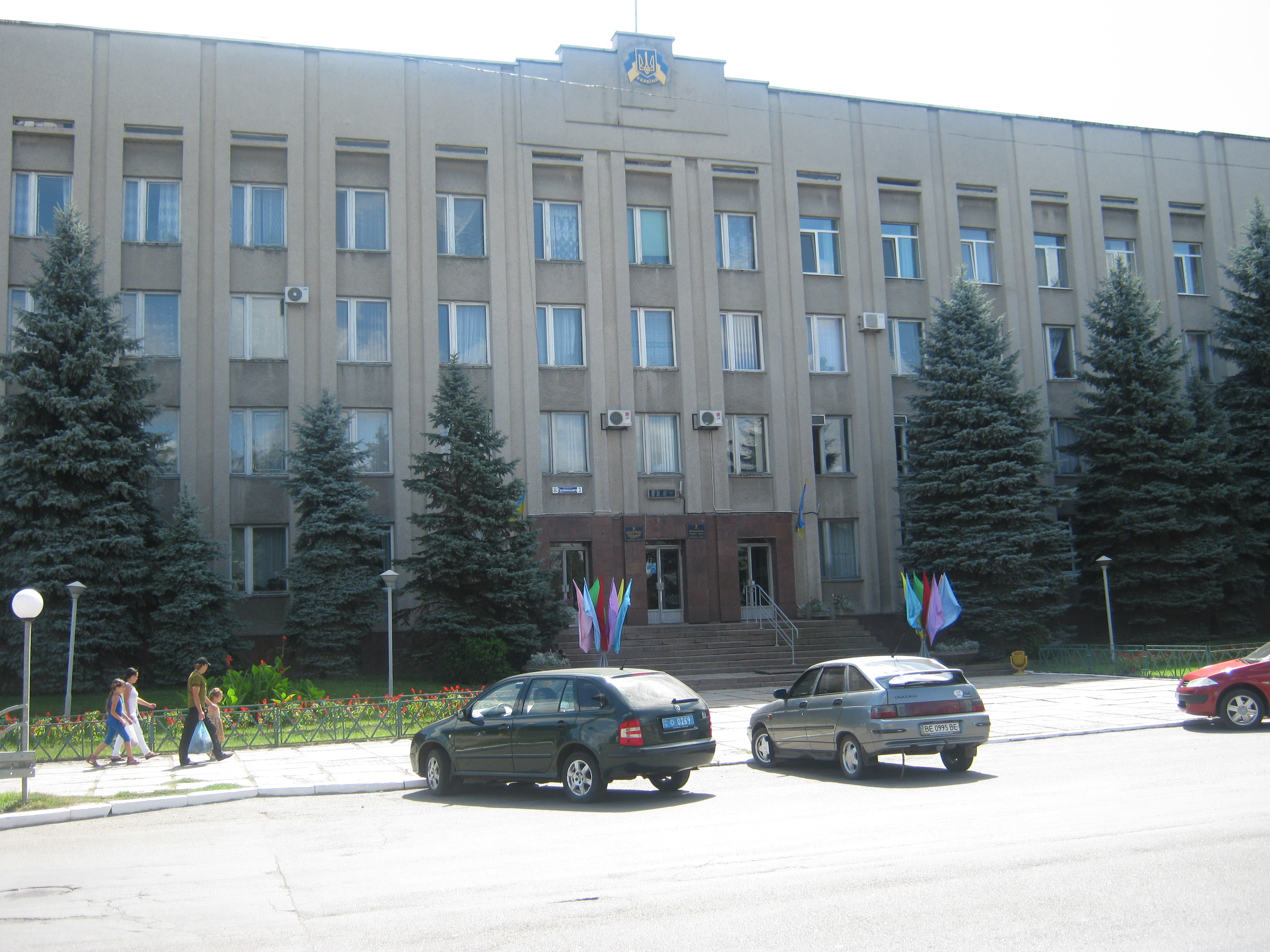
Ayuntamiento de Pervomaisk
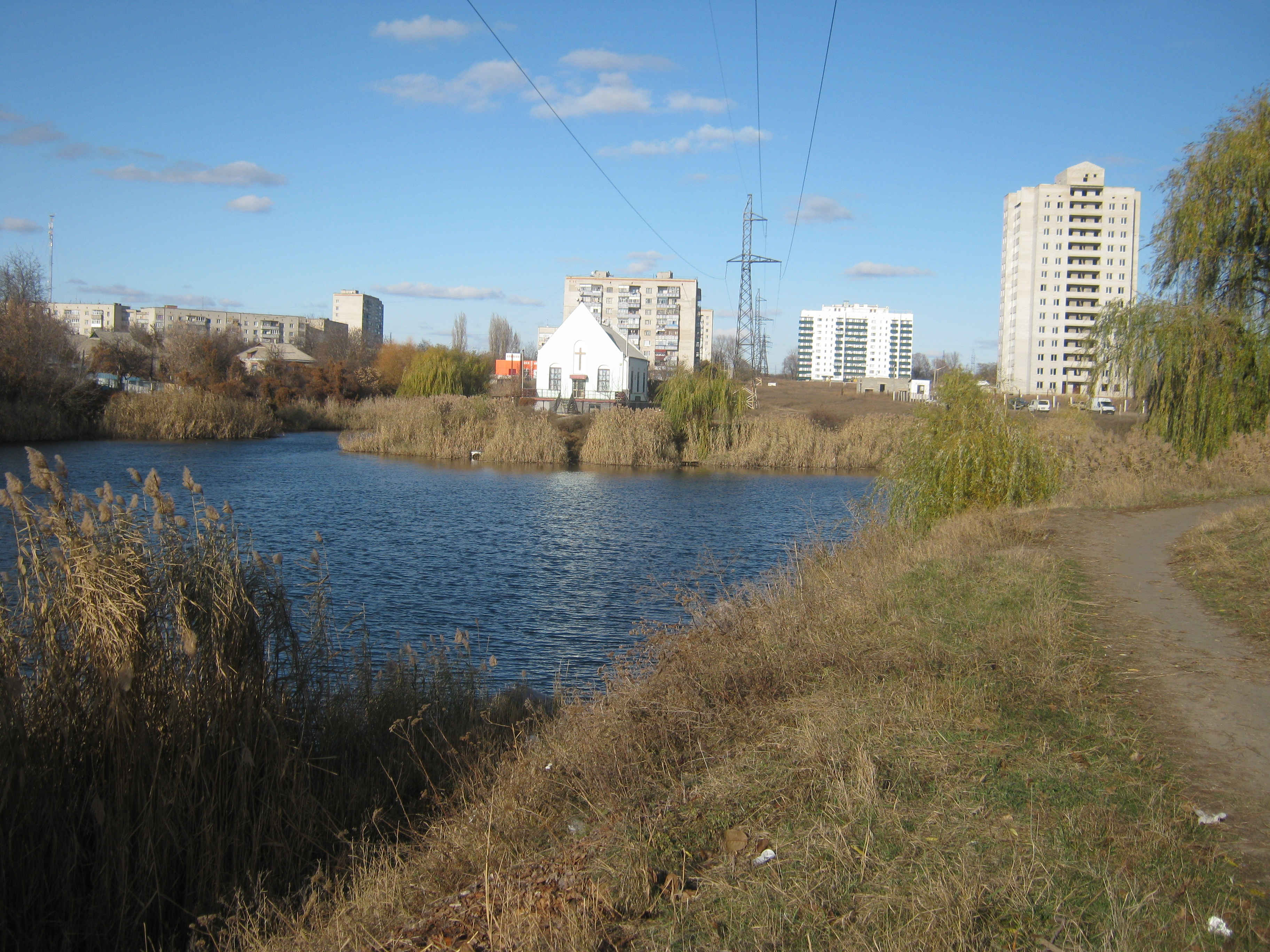
Río Bug Meridional a su paso por Pervomaisk
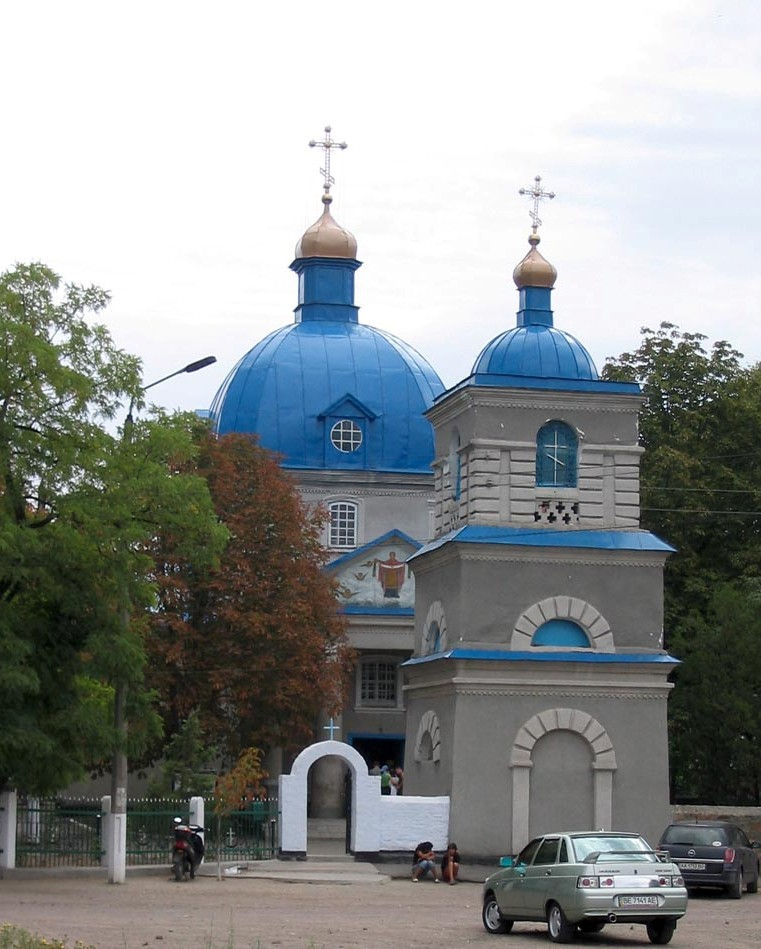
Iglesia ortodoxa de la Intercesión de Nuestra Señora en Pervomaisk
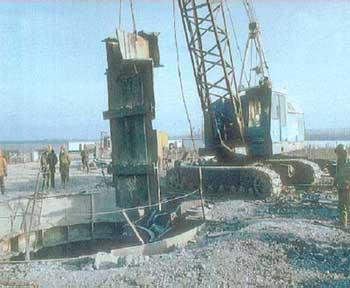
Trabajadores destruyendo un silo SS-24 en Pervomaisk